# Pseudaneitea pseudophyllum
Pseudaneitea pseudophyllum är en snäckart som först beskrevs av Burton 1963.  Pseudaneitea pseudophyllum ingår i släktet Pseudaneitea och familjen Athoracophoridae. Inga underarter finns listade i Catalogue of Life.